# جيف كينر
جيف كينر (بالإنجليزية: Jeff Keener)‏ هو لاعب كرة قاعدة أمريكي، ولد في 14 يناير 1959.

## وصلات خارجية
- جيف كينر على موقعبيزبول رفرنس.كوم (الدوري الرئيسي) (الإنجليزية)
- جيف كينر على موقعبيزبول رفرنس.كوم (الدوري الثانوي) (الإنجليزية)